# Triumph Model 3-serie
De Triumph Model 3-serie was een serie 350cc-motorfietsen die het Britse merk Triumph produceerde van 1934 tot 1945.

## Voorgeschiedenis
Sinds het plotseling overlijden van Charles Hathaway in 1915 had Triumph geen echte motorontwerper meer gehad. Mede-oprichter Mauritz Johann Schulte deed nog wat ontwerpwerk, maar hij vertrok in 1919 na onenigheid met Siegfried Bettmann. Harry Ricardo en Frank Halford hielpen bij de ontwikkeling van de Triumph Ricardo, maar veel modellen werden bedacht door ingenieurs van de Triumph-autoafdeling. Het Triumph Model LS, ontworpen door auto-constructeur Frank Parnell, flopte omdat de ergonomische verhoudingen niet klopten. Daarna hield Arthur Sykes zich vaak bezig met de motorfietsontwerpen. Sykes was ook verantwoordelijk voor de modellen van 1931, maar maakte een paar ontwerpfouten. Minder belangrijk was zijn "Triumph Patent Clean Bar" met in het stuur verborgen kabels, die voor een modern uiterlijk zorgden, maar die bij kabelbreuk moeilijk te repareren waren. Hij bouwde het oliereservoir aan de voorkant van het carter, maar de bijbehorende oliepomp bleef problemen veroorzaken. Zijn laatste 350cc-modellen waren de modellen NM en CA, die in 1931 op de markt kwamen en die - naar de mode van de tijd - een sloper-motor met vooroverhellende cilinder hadden. 

### Val Page
Pas in 1932 kwam er weer een echte motorconstructeur, Valentine "Val" Page, die bij Ariel onder eigenaar Jack Sangster had samengewerkt met Edward Turner en leermeester was van Bert Hopwood, maar die ook al de zware JAP-V-twins voor de Brough Superiors had ontworpen. Val Page maakte korte metten met de slopers, die uit de mode begonnen te raken. In 1934 introduceerde hij een groot scala van modellen van 250- tot 650 cc. Hij gaf zijn modellen wel tamelijk onbegrijpelijke modelnamen:
- Model 2/1: 250cc-eencilinderkopklepper
- Model 2/5: 250cc-eencilinderkopklepper
- Model 3/1: 350cc-eencilinderzijklepper
- Model 3/2: 350cc-eencilinderkopklepper
- Model 3/5: 350cc-eencilinderkopklepper
- Model 5/1: 550cc-eencilinderzijklepper
- Model 5/2: 500cc-eencilinderkopklepper
- Model 5/3: 500cc-eencilinderkopklepper
- Model 5/4 De Luxe: 500cc-eencilinderkopklepper
- Model 5/5: 500cc-eencilinderkopklepper
- Model 6/1: 650cc-tweecilinderkopklepper

Technisch waren zijn modellen zeer goed, maar Page was meer constructeur dan ontwerper en uiterlijk waren ze niet erg aansprekend. Dat veranderde pas toen Jack Sangster de motorfietsproductie van Triumph in 1936 kocht en Bert Hopwood en Edward Turner meebracht.

## Triumph Model 3/1
Het Model 3/1 had eigenlijk geen rechtstreekse voorganger. De laatste eencilinderzijklepper was het Model LW, dat een slopermotor had en dat in 1932 uit productie was gegaan. Het Model 3/1 had ook een gewijzigde boring/slagverhouding en een iets kleinere cilinderinhoud. Belangrijker was het feit dat de olievoorraad nu in een aparte tank onder het zadel zat en dat de machine een dubbel wiegframe kreeg. De machine was elegant zwart gespoten met gouden biezen op de tank, maar chroom was nauwelijks gebruikt om de prijs laag te houden. Omdat de olietank onder het zadel zat moest het kastje voor het boordgereedschap verhuizen. Het werd aan de hoog aan het achterspatbord bevestigd. De machine kreeg ook een nieuwe Girder-voorvork die nu niet alleen een frictie-stuurdemper had, maar ook een frictie-schokdemper. Het zijklepblok leek door de lage cilinderkop wat klein voor zijn frame, dat ruimte had voor de veel hogere cilinderkop van het Model 3/2. Het Model 3/1 was het enige van deze serie met drie versnellingen.

### Motor
De motor was een dwarsgeplaatste, luchtgekoelde staande eencilinder met een boring van 70 mm en een slag van 89 mm. Die slag was gelijk aan die van de 500cc-modellen van de Model 5-serie. De cilinderinhoud bedroeg 342,5 cc. De kleppen zaten aan de rechterkant van de cilinder, afgedekt door een metalen plaatje. De machine had een dry-sump-smeersysteem waarvan de 2,3-liter-olietank onder het zadel zat. De ontsteking werd verzorgd door een 6V-magdyno, die als ontstekingsmagneet en als dynamo dienst deed. Die magdyno werd aangedreven door een tandwieltrein achter een vleugelvormig deksel, dat het handelsmerk van Val Page zou worden. De carburateur kwam van Amal.

### Transmissie
Op het linker uiteinde van de krukas zat een schroefveer-transmissiedemper en het tandwiel voor de primaire aandrijving. De primaire ketting draaide in een oliebad. Ze dreef de meervoudige natte plaatkoppeling aan. De koppelingsplaten waren voorzien van kurk. Dan volgde de drieversnellingsbak, die handgeschakeld was en waar ook de kickstarter op zat. Het achterwiel werd aangedreven door een ketting aan de linkerkant. 

### Rijwielgedeelte
Val Page verving de open brugframes door een dubbel wiegframe en de Webbvork door een Girder met een frictie-stuurdemper en een frictie-schokdemper. De machine had 19inch-velgen en 7 inch trommelremmen voor en achter. 

### Uitrusting
Het Model 3/1 was sober uitgerust, zonder veel chroom, bagagerek of instrumentenpaneel. Voor 2 pond extra kreeg de machine wel een snelheidsmeter op het stuur. Het kastje voor het boordgereedschap zat hoog aan het achterspatbord. 

## Triumph Model 3/2
Het Model 3/2 was vrijwel identiek aan het Model 5/1, maar het had een kopklepmotor waarvan de stoterstangen op de plaats van de zijkleppen zaten. De kopkleppen waren helemaal ingesloten, zodat ze niet apart gesmeerd hoefden te worden, maar waren opgenomen in het automatische smeersysteem. Het had een handgeschakelde vierversnellingsbak.

## Triumph Model 3/5
Het Model 3/5 was het topmodel uit Val Page's 350cc-serie, zoals het Model 5/5 dat bij de 500cc-modellen was. Deze machines kregen "hetere" nokkenassen, hoge compressie-zuigers, gepolijste in- en uitlaatpoorten en voetschakeling. Ze kregen ook dubbele (Two Port of Twin Port)-uitlaatpoorten en tegen meerprijs twee upswept pipes. Ze hadden kniestukken op de tank en veel meer chroom. Op de tank zat ook het instrumentenpaneel met ampèremeter, contactschakelaar, lichtschakelaar en dimlichtschakelaar. Ze waren de sportmotoren, maar door de speciale behandeling van de motoren konden ze ook als clubmanracer voor amateur-coureurs worden ingezet. 

### Edward Turner en Bert Hopwood
Na 1935 verdween het Model 3/5 al, maar in 1936 besloot directeur Claude Holbrook om de rijwiel- en motorfietstak van Triumph voor 50.000 pond te verkopen aan de eigenaar van Ariel, Jack Sangster. Sangster benoemde Edward Turner tot directeur en Bert Hopwood werd zijn assistent. Beiden waren motorconstructeurs en Val Page vertrok naar BSA. Turner en Hopwood brachten in 1937 de Triumph Tiger-serie uit in drie versies: 250-, 350- en 500 cc. In 1937 gingen alle modellen van Page uit productie en de nieuwe modellen kregen allemaal de toevoeging "De Luxe". Een cijfer duidde de cilinderinhoud aan en daarachter volgde een letter voor de kop- of zijkleppers. Zo was de Triumph De Luxe 2 H een 250cc-model met overHead valves (kopkleppen) en de Triumph De Luxe 3S een 350cc-model met Side valves (zijkleppen).

## Triumph De Luxe 3H
De Triumph De Luxe 3H was dus een 350cc-kopklepper die niet heel veel verschilde van het Model 3/5, hoewel de machine weer een enkele uitlaatpoort kreeg. Het was eigenlijk een tammere versie van de Triumph Tiger 80, met een lagere compressieverhouding en iets minder vermogen. Het had ook een instrumentenpaneel op de tank en het grootste uiterlijke verschil met het Model 3/5 was het kastje voor het boordgereedschap, dat niet meer aan de bovenkant van het achterspatbord zat, maar lager, tussen de buizen van het achterframe. De boring en slag waren ongewijzigd en de machine had nog steeds een magdyno voor de ontsteking maar ook al voetschakeling. De machine kostte 57 pond. Voor dat geld zat er een fietspompje op het kettingscherm en een snelheidsmeter op het stuur. Wie die snelheidsmeter niet wilde moest dat aangeven. Dan was de machine 2 pond goedkoper.

## Triumph De Luxe 3S, 3SE en De Luxe 3SC
De Triumph De Luxe 3S was de opvolger van het Model 3/1, dus met een zijklepmotor. De uitrusting was gelijk aan die van de De Luxe 3H, maar de machine kostte - met snelheidsmeter - 54 pond. Het verschijnen van een dergelijke lichte zijklepper was niet vanzelfsprekend. In 1932 bestond nog maar 21% van de Britse motorfietsmarkt uit zijkleppers en dat waren dan nog meestal zwaardere modellen omdat veel zijspanrijders de voorkeur aan zijkleppers gaven. In 1937, toen de De Luxe S op de markt kwam. was het aandeel nog veel lager en Associated Motor Cycles (AJS, Matchless en Sunbeam) maakte al lang geen 350cc-zijkleppers meer. BSA leverde de B23 Tourer, die was bedoeld als goedkope commuter bike. Dat gold niet voor de Triumph. Deze machine deed zijn toevoeging "De Luxe" eer aan door de elektrische verlichting, het gebruikte chroom en het instrumentenpaneel op de tank. Dat was bij de Triumph 3SE wel anders. De "E" stond voor "Export only". Met die export werd niet zozeer het Europese vasteland bedoeld, maar de Australische schapenboeren, die een goedkope farm bike wel konden gebruiken, zeker voor het bedrag van 32 pond, terwijl een De Luxe 5 S 52 pond kostte. Alle luxe was bij deze "werkpaarden" dan ook weggelaten en ze was helemaal zwart gespoten. In 1940 werd de Triumph 3SE ook op de Britse binnenlandse markt uitgebracht. Bij de Triumph De Luxe SC, die in 1938 op de markt kwam, stond de "C" voor "coil" (bobine). De machine was identiek aan de De Luxe 3S, maar had een accu-bobine-ontsteking.

## Triumph 3SW
Bij de Triumph 3SW stond de "W" voor "War Office". Het was een zijklepper voor militair gebruik, ontwikkeld en voltooid in een tijd dat de Britse merken elkaar al beconcurreerden vanwege de oorlogsdreiging. Het War Office koos aanvankelijk voor de Matchless WG3/L, maar toen een groot deel van het Britse materieel in 1939 verloren ging bij de evacutatieoperatie Dynamo in Duinkerke moest er snel vervanging komen, waardoor Triumph toch weer in beeld kwam. Hoewel de Triumph 3SW tot 1941 geproduceerd werd, maakte Triumph ook een andere militaire machine: de tweecilinderkopklepper Triumph 3TW. De 3SW was in feite, op de lakkleur na, identiek aan de later verschenen Triumph 3SE. Ze was helemaal ontdaan van chroom en luxe en woog dan ook slechts 144 kg. Haar compressieverhouding was slechts 5,3:1, om te kunnen werken met de slechte oorlogsbenzine en het vermogen bedroeg dan ook slechts 12 pk bij 4.800 tpm. De machine had twee kastjes voor het boordgereedschap: het nieuwe tussen de buizen van het achterframe en het oude boven aan het achterspatbord. Dat was logisch omdat motorordonnansen veel meer zelf moesten repareren dan civiele klanten. De machine werd voornamelijk gebruikt door de Royal Navy en dan ook nog door de dames van de Women's Royal Naval Service. De heren van de marine kregen de Triumph 3HW.

### Bombardement op Coventry
Het Britse leger had grote interesse in de tweecilinder Triumph 3TW, en de productie daarvan werd onmiddellijk opgestart. Bij het bombardement op Coventry op 14 november 1940 ging de Triumph-fabriek aan Priory Street verloren, inclusief een groot aantal motorfietsen die op uitlevering stonden te wachten, maar een aantal productiemachines werd gespaard. Triumph bouwde snel een nieuwe fabriek in Meriden, maar de opdrachten voor de levering van militaire machines waren toen al vergeven. Het War Office koos voor de 500cc-BSA W-M20 en de 350cc-Matchless G3/L. 

## Triumph 3HW

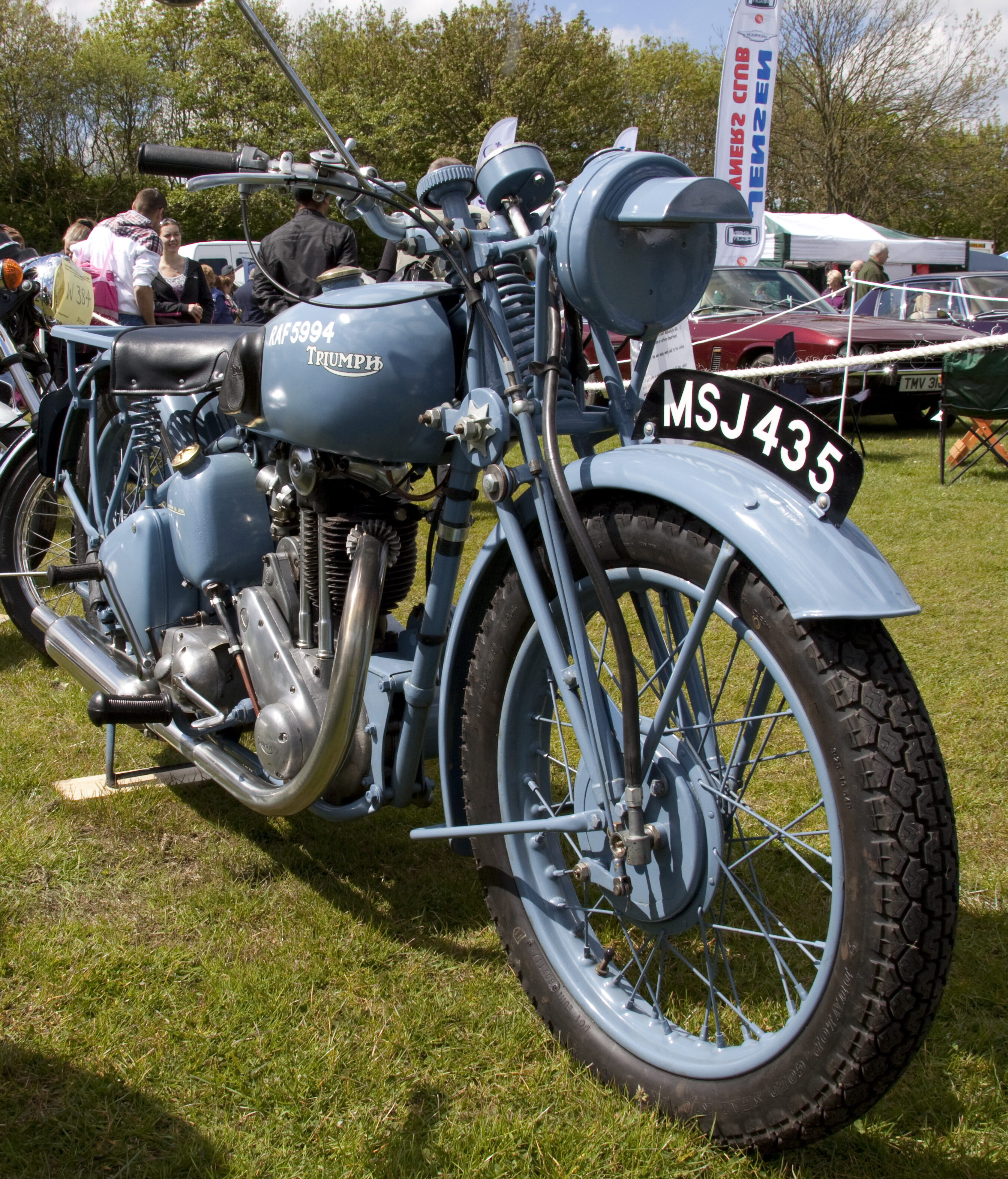
Triumph 3HW in de kleur van de Royal Navy

In de tijdelijke noodfabriek in Warwick bouwden Edward Turner en Bert Hopwood de Triumph 3HW, een 350cc-eencilinderkopklepper die was gebaseerd op zijn Triumph Tiger 80. Dat was een echte sportmotor en de 3HW leverde ook een behoorlijk vermogen van 17 pk bij 5.200 tpm. Men moest vanwege materiaalgebrek wel enkele compromissen sluiten. Zo werd de aluminium cilinderkop vervangen door een gietijzeren exemplaar. De machine woog 145 kg en had een topsnelheid van 115 km/uur. Ze werd voornamelijk ingezet door de Royal Navy, maar na de oorlog werd de machine ook verkocht aan Italië en Griekenland.

## Technische gegevens
| Triumph Model          | 3/1                                 | 3/2                                 | 3/5                                 | De Luxe 3H                          | De Luxe 3S                          | 3SE                                 | 3SW                                 | De Luxe 3SC                         | 3HW                                 |
| ---------------------- | ----------------------------------- | ----------------------------------- | ----------------------------------- | ----------------------------------- | ----------------------------------- | ----------------------------------- | ----------------------------------- | ----------------------------------- | ----------------------------------- |
| Periode                | 1934-1936                           | 1934-1936                           | 1934-1935                           | 1937-1940                           | 1937-1940                           | 1938-1940                           | 1937-1941                           | 1938-1940                           | 1942-1945                           |
| Categorie              | Toer                                | Toer                                | Sport                               | Sport                               | Toer                                | Farm bike                           | Militair                            | Toer                                | Militair                            |
| Motortype              | Zijklepmotor                        | Stoterstangen kopklepmotor          | Stoterstangen kopklepmotor          | Stoterstangen kopklepmotor          | Zijklepmotor                        | Zijklepmotor                        | Zijklepmotor                        | Zijklepmotor                        | Stoterstangen kopklepmotor          |
| Bouwwijze              | Dwarsgeplaatste staande eencilinder | Dwarsgeplaatste staande eencilinder | Dwarsgeplaatste staande eencilinder | Dwarsgeplaatste staande eencilinder | Dwarsgeplaatste staande eencilinder | Dwarsgeplaatste staande eencilinder | Dwarsgeplaatste staande eencilinder | Dwarsgeplaatste staande eencilinder | Dwarsgeplaatste staande eencilinder |
| Koeling                | Lucht                               | Lucht                               | Lucht                               | Lucht                               | Lucht                               | Lucht                               | Lucht                               | Lucht                               | Lucht                               |
| Boring                 | 70 mm                               | 70 mm                               | 70 mm                               | 70 mm                               | 70 mm                               | 70 mm                               | 70 mm                               | 70 mm                               | 70 mm                               |
| Slag                   | 89 mm                               | 89 mm                               | 89 mm                               | 89 mm                               | 89 mm                               | 89 mm                               | 89 mm                               | 89 mm                               | 89 mm                               |
| Cilinderinhoud         | 342,5 cc                            | 342,5 cc                            | 342,5 cc                            | 342,5 cc                            | 342,5 cc                            | 342,5 cc                            | 342,5 cc                            | 342,5 cc                            | 342,5 cc                            |
| Carburateur(s)         | Amal                                | Amal                                | Amal                                | Amal                                | Amal                                | Amal                                | Amal                                | Amal                                | Amal                                |
| Ontsteking             | Magdyno                             | Magdyno                             | Magdyno                             | Magdyno                             | Magdyno                             | Magdyno                             | Magdyno                             | Accu-bobine                         | Magdyno                             |
| Smeersysteem           | Dry-sump                            | Dry-sump                            | Dry-sump                            | Dry-sump                            | Dry-sump                            | Dry-sump                            | Dry-sump                            | Dry-sump                            | Dry-sump                            |
| Topsnelheid            | 129 km/uur                          | 129 km/uur                          | 129 km/uur                          | 129 km/uur                          | 129 km/uur                          | 129 km/uur                          | 129 km/uur                          | 129 km/uur                          | 129 km/uur                          |
| Primaire aandrijving   | Ketting                             | Ketting                             | Ketting                             | Ketting                             | Ketting                             | Ketting                             | Ketting                             | Ketting                             | Ketting                             |
| Koppeling              | Meervoudige natte plaat             | Meervoudige natte plaat             | Meervoudige natte plaat             | Meervoudige natte plaat             | Meervoudige natte plaat             | Meervoudige natte plaat             | Meervoudige natte plaat             | Meervoudige natte plaat             | Meervoudige natte plaat             |
| Versnellingen          | 3                                   | 4                                   | 4                                   | 4                                   | 4                                   | 4                                   | 4                                   | 4                                   | 4                                   |
| Secundaire aandrijving | Ketting                             | Ketting                             | Ketting                             | Ketting                             | Ketting                             | Ketting                             | Ketting                             | Ketting                             | Ketting                             |
| Rijwielgedeelte        | Dubbel wiegframe                    | Dubbel wiegframe                    | Dubbel wiegframe                    | Dubbel wiegframe                    | Dubbel wiegframe                    | Dubbel wiegframe                    | Dubbel wiegframe                    | Dubbel wiegframe                    | Dubbel wiegframe                    |
| Voorvork               | Girder                              | Girder                              | Girder                              | Girder                              | Girder                              | Girder                              | Girder                              | Girder                              | Girder                              |
| Achtervork             | Star                                | Star                                | Star                                | Star                                | Star                                | Star                                | Star                                | Star                                | Star                                |
| Remmen                 | Trommelremmen                       | Trommelremmen                       | Trommelremmen                       | Trommelremmen                       | Trommelremmen                       | Trommelremmen                       | Trommelremmen                       | Trommelremmen                       | Trommelremmen                       |
| Tankinhoud             | 12,5 liter                          | 12,5 liter                          | 12,5 liter                          | Onbekend                            | Onbekend                            | Onbekend                            | 14,2 liter                          | Onbekend                            | Onbekend                            |
| Droog gewicht          | Onbekend                            | Onbekend                            | Onbekend                            | Onbekend                            | Onbekend                            | Onbekend                            | 144 kg                              | Onbekend                            | 145 kg                              |